# Winners Open 2021
WTA Romania Open 2021, cunoscut sub numele de WTA Winners Open 2021, a fost un turneu profesionist de tenis feminin care s-a jucat pe zgură la Winners Sports Club. 
A fost prima ediție a turneului, fiind singurul turneu de tenis din Romania inclus în circuitul WTA și primul din Cluj-Napoca. Turneul s-a desfășurat în perioada 2-8 august 2021.

## Despre turneu
32 de jucătoare se vor întrece la simplu și 16 echipe la dublu. Vor avea loc 2 zile de calificări, iar premiile puse în joc se ridică la 235,238 de dolari. Meciurile se vor desfășura pe cele 3 terenuri oficiale, cu spectatori. Pe lângă acestea, vor fi amenajate 3 terenuri de antrenament. Terenul principal de joc va fi amenajat cu o tribună cu capacitate de 1200 de persoane.

## Jucătoare

### Simplu

#### Favorite
| Țara | Jucătoare          | Loc | Fav. |
| ---- | ------------------ | --- | ---- |
| ELV  | Viktorija Golubic  | 49  | 1    |
| FRA  | Alizé Cornet       | 63  | 2    |
| CZE  | Tereza Martincová  | 64  | 3    |
| ROU  | Patricia Maria Țig | 76  | 4    |
| ROU  | Irina-Camelia Begu | 79  | 5    |
| NED  | Arantxa Rus        | 85  | 6    |
| SLO  | Polona Hercog      | 86  | 7    |
| ITA  | Jasmine Paolini    | 91  | 8    |
| GER  | Andrea Petkovic    | 97  | 9    |
| KAZ  | Zarina Diyas       | 99  | 10   |

- Clasament la 25 iulie 2021. [2]

#### Alte jucătoare
Următoarele jucatoare au primit wildcard pentru a juca pe tabloul principal: 
- Jaqueline Cristian
- Elena-Gabriela Ruse

Următoarele jucătoare sunt venite din calificări:

#### Faza finală
|  | Sferturi de finală | Sferturi de finală        | Sferturi de finală | Sferturi de finală | Sferturi de finală |  |  | Semifinale | Semifinale         | Semifinale | Semifinale      | Semifinale |   |  | Finală | Finală       | Finală | Finală | Finală |  |
|  |                    |                           |                    |                    |                    |  |  |            |                    |            |                 |            |   |  |        |              |        |        |        |  |
|  |                    | Majar Szarif              | 6                  | 6                  |                    |  |  |            |                    |            |                 |            |   |  |        |              |        |        |        |  |
|  | 8                  | Kristína Kučová           | 3                  | 1                  |                    |  |  |            | Majar Szarif       | 7          | 6               |            |   |  |        |              |        |        |        |  |
|  |                    | Kristýna Plíšková         | 5                  | 3                  |                    |  |  |            | Mihaela Buzărnescu | 61         | 4               |            |   |  |        |              |        |        |        |  |
|  |                    | Mihaela Buzărnescu        | 7                  | 6                  |                    |  |  |            |                    |            |                 |            |   |  |        | Majar Szarif | 1      | 1      |        |  |
|  |                    | Anna Karolína Schmiedlová | 3                  | 0                  |                    |  |  |            |                    | 2/PR       | Andrea Petković | 6          | 6 |  |        |              |        |        |        |  |
|  | Q                  | Aleksandra Krunić         | 6                  | 6                  |                    |  |  | Q          | Aleksandra Krunić  | 4          | 2               |            |   |  |        |              |        |        |        |  |
|  | Q                  | Seone Mendez              | 7                  | 4                  | 1                  |  |  | 2/PR       | Andrea Petković    | 6          | 6               |            |   |  |        |              |        |        |        |  |
|  | 2/PR               | Andrea Petković           | 6                  | 6                  | 6                  |  |  |            |                    |            |                 |            |   |  |        |              |        |        |        |  |

### Dublu
| Țara | Jucătoare          | Țara | Jucătoare       | Loc | Fav. |
| ---- | ------------------ | ---- | --------------- | --- | ---- |
| SVK  | Viktória Kužmová   | NED  | Arantxa Rus     | 91  | 1    |
| ROU  | Irina-Camelia Begu | ROU  | Andreea Mitu    | 180 | 2    |
| POL  | Katarzyna Kawa     | CZE  | Renata Voráčová | 221 | 3    |
| GER  | Vivian Heisen      | POL  | Alicja Rosolska | 224 | 4    |

- Clasament la 25 iulie 2021.

## Campioane

### Simplu
- Andrea Petkovic vs  Mayar Sheriff, 6-1, 6-1.

### Dublu
- Natela Dzalamidze /  Kaja Juvan vs  Katarzyna Piter /  Mayar Sherif, 6–3, 6–4.

Echipa Natela Dzalamidze/Kaja Juvan (Rusia/Slovenia) a câștigat proba de dublu din cadrul turneului.

## Link-uri externe
- Site web oficial